# Finales de la BAA de 1948
Las Finales de la BAA de 1948 fueron las series definitivas de los playoffs de 1948 y suponían la conclusión de la temporada 1947-48 de la BAA, que un año más tarde acabaría convirtiéndose en la NBA. Enfrentaron a Baltimore Bullets ante los Philadelphia Warriors, con la ventaja de campo favorable a estos últimos. En las series actuó un futuro miembro del Basketball Hall of Fame el en equipo de los Warriors, Joe Fulks, y otro en el banquillo de los Bullets, el entrenador Buddy Jeannette.

## Resumen
| Partido | Fecha       | Equipo local | Resultado | Equipo visitante |
| ------- | ----------- | ------------ | --------- | ---------------- |
| 1       | 10 de abril | Philadelphia | 71–60     | Baltimore        |
| 2       | 13 de abril | Philadelphia | 63–66     | Baltimore        |
| 3       | 15 de abril | Baltimore    | 72–70     | Philadelphia     |
| 4       | 17 de abril | Baltimore    | 78–75     | Philadelphia     |
| 5       | 20 de abril | Philadelphia | 91–82     | Baltimore        |
| 6       | 21 de abril | Baltimore    | 88–73     | Philadelphia     |

Bullets gana las series 4–2

## Resumen de los partidos
| 10 de abril                         | Baltimore Bullets                                           | 60–71            | Philadelphia Warriors                         |                                                                                         |  |  |
|                                     | Parciales: 12–17, 7–17, 21–21, 20–16                        |                  |                                               |                                                                                         |  |  |
|                                     | Estadísticas Connie Simmons 15 Jeannette, Schulz 2 cada uno | Reporte Pts Asts | Estadísticas Chick Halbert 19 Howie Dallmar 3 | Pabellón: Philadelphia Arena, Philadelphia, Pennsylvania Asistencia: 7,201 espectadores |  |  |
| Philadelphia lidera las series, 1–0 |                                                             |                  |                                               |                                                                                         |  |  |
|                                     |                                                             |                  |                                               |                                                                                         |  |  |

| 13 de abril           | Baltimore Bullets                                | 66–63            | Philadelphia Warriors                              |                                                                                         |  |  |
|                       | Parciales: 13–19, 7–22, 20–7, 26–15              |                  |                                                    |                                                                                         |  |  |
|                       | Estadísticas Connie Simmons 25 Kleggie Hermsen 3 | Reporte Pts Asts | Estadísticas Joe Fulks 27 Dallmar, Musi 2 cada uno | Pabellón: Philadelphia Arena, Philadelphia, Pennsylvania Asistencia: 6,982 espectadores |  |  |
| Series empatadas, 1–1 |                                                  |                  |                                                    |                                                                                         |  |  |
|                       |                                                  |                  |                                                    |                                                                                         |  |  |

| 15 de abril                      | Philadelphia Warriors                                   | 70–72            | Baltimore Bullets                                |                                                                                  |  |  |
|                                  | Parciales: 12–11, 18–20, 17–18, 23–23                   |                  |                                                  |                                                                                  |  |  |
|                                  | Estadísticas Joe Fulks 21 Kaplowitz, Dallmar 2 cada uno | Reporte Pts Asts | Estadísticas Connie Simmons 14 Kleggie Hermsen 3 | Pabellón: Baltimore Coliseum, Baltimore, Maryland Asistencia: 4,500 espectadores |  |  |
| Baltimore lidera las series, 2–1 |                                                         |                  |                                                  |                                                                                  |  |  |
|                                  |                                                         |                  |                                                  |                                                                                  |  |  |

| 17 de abril                      | Philadelphia Warriors                     | 75–78            | Baltimore Bullets                                          |                                                                                  |  |  |
|                                  | Parciales: 13–20, 15–20, 17–12, 30–26     |                  |                                                            |                                                                                  |  |  |
|                                  | Estadísticas Joe Fulks 29 Howie Dallmar 3 | Reporte Pts Asts | Estadísticas Paul Hoffman 27 Hermsen, Jeannette 2 cada uno | Pabellón: Baltimore Coliseum, Baltimore, Maryland Asistencia: 4,500 espectadores |  |  |
| Baltimore lidera las series, 3–1 |                                           |                  |                                                            |                                                                                  |  |  |
|                                  |                                           |                  |                                                            |                                                                                  |  |  |

| 20 de abril                      | Baltimore Bullets                             | 82–91            | Philadelphia Warriors                     |                                                                                         |  |  |
|                                  | Parciales: 19–20, 14–18, 26–23, 23–30         |                  |                                           |                                                                                         |  |  |
|                                  | Estadísticas Connie Simmons 16 Chick Reiser 2 | Reporte Pts Asts | Estadísticas Joe Fulks 19 Howie Dallmar 4 | Pabellón: Philadelphia Arena, Philadelphia, Pennsylvania Asistencia: 6,012 espectadores |  |  |
| Baltimore lidera las series, 3–2 |                                               |                  |                                           |                                                                                         |  |  |
|                                  |                                               |                  |                                           |                                                                                         |  |  |

| 21 de abril                    | Philadelphia Warriors                     | 73–88            | Baltimore Bullets                             |                                                                                  |  |  |
|                                | Parciales: 18–13, 13–24, 17–26, 25–25     |                  |                                               |                                                                                  |  |  |
|                                | Estadísticas Joe Fulks 28 Howie Dallmar 2 | Reporte Pts Asts | Estadísticas Chick Reiser 16 Connie Simmons 6 | Pabellón: Baltimore Coliseum, Baltimore, Maryland Asistencia: 4,500 espectadores |  |  |
| Baltimore gana las series, 4–2 |                                           |                  |                                               |                                                                                  |  |  |
|                                |                                           |                  |                                               |                                                                                  |  |  |

Con la ventaja de campo a favor de los Warriors, el entrenador de los Bullets, Buddy Jeannette sabía que deberían ganar al menos un partido en la cancha de los Warriors si querían ser campeones. Pero eso no ocurrió en el primer partido, celebrado delante de 7.201 espectadores, imponiéndose el equipo local con facilidad por 71–60.
Las cosas comenzaron mal para los Bullets en el segundo partido, siendo arrollados antes del descanso por los Warriors, que conseguían 21 puntos de ventaja, 41–20. En aquella época no existía el reloj de 24 segundos de posesión, por lo que una desventaja así era casi insalvable. Pero en el tercer cuarto, Joe Fulks, la estrella de los Warriors, falló demasiados tiros, y en cambio los Bullets estuvieron muy acertados, acabando el mismo con un apretado 48–40. El último periodo fue todo de los Bullets, que acabaron imponiéndose 66–63, empatando la final.
Las series se trasladaron al Baltimore Coliseum, donde el equipo local consiguió dos apretadas victorias, con marcadores de 72–70 y 78–75. De vuelta en Filadelfia, los Warriors consiguieron su segunda victoria, imponiéndose con claridad por 91–82. Con el marcador 3–2 favorables a los de Maryland, el sexto partido se disputó en su cancha, consiguiendo una incontestable victoria por 88–72, ganando el que sería su único título de campeón.